# 卢埃斯马
卢埃斯马，是西班牙阿拉贡自治区萨拉戈萨省的一个市镇。 总面积29平方公里，总人口32人（2001年），人口密度1人/平方公里。